# فرودگاه چتم آیلند/توتا
فرودگاه چتم آیلند/توتا (به انگلیسی: Chatham Islands / Tuuta Airport) (به زبان بومی: Tuuta Airport) یک فرودگاه همگانی با کد یاتا CHT است که یک باند فرود قیر دارد و طول باند آن ۱۳۶۰ متر است. این فرودگاه در کشور نیوزلند قرار دارد و در ارتفاع ۱۳ متری از سطح دریا واقع شده‌است.